# دير علي (أسلم)

تعديل مصدري - تعديل

دير علي هي إحدى قرى عزلة أسلم اليمن بمديرية أسلم التابعة لمحافظة حجة، بلغ تعداد سكانها 162 نسمة حسب تعداد اليمن لعام 2004.